# Список вторгнень та окупацій України
Територія сучасної України неодноразово зазнавала вторгнень або окупації протягом своєї історії.

## Список
| Конфлікт                              | Вторгнення                                                                          | Сили вторгнення                                                                           | Роки      | Примітки |
| ------------------------------------- | ----------------------------------------------------------------------------------- | ----------------------------------------------------------------------------------------- | --------- | --- |
| Монгольське вторгнення до Руси        | Облога Києва (1240)                                                                 | Монгольська імперія                                                                       | 1236–1242 | Монгольська імперія вторглася та завоювала Київську Русь у XIII століття, знищивши численні південні міста, у тому числі найбільші Київ та Чернігів. |
| Татарські набіги на Україну           |                                                                                     | Кримське ханство                                                                          | 1450–1769 | За словами українсько-канадського історика Ореста Субтельного, «від 1450 до 1586 р. було зафіксовано вісімдесят шість набігів, а від 1600 до 1647 р. — сімдесят. цифра наближалася до 3000... Лише на Поділлі близько третини всіх сіл було спустошено або покинуто між 1578 і 1583 роками». У 1769 році під час останнього великого татарського набігу, що відбувся під час російсько-турецької війни, було захоплено 20 тисяч рабів. |
| Хмельниччина                          | Битва під Батогом                                                                   | Річ Посполита                                                                             | 1652      | Запорозькі козаки під проводом Богдана Хмельницького відбили навалу Речі Посполитої під Батогом. |
| Московсько-польська війна (1654—1667) | Конотопська битва                                                                   | Московія                                                                                  | 1659      | Запорозькі козаки під проводом Івана Виговського відбили під Конотопом навалу московського царату. |
| Українська революція (1917—1921)      | Перше радянське вторгнення до України                                               | Російська РФСР                                                                            | 1918      | Початкові бої у війні тривали з січня по червень 1918 року і закінчилися втручанням Центральних держав. |
| Українська революція (1917—1921)      | Вторгнення центральних держав до України                                            | Німецька Імперія Австро-Угорщина                                                          | 1918      | Цісарські війська Німеччини та Австро-Угорщини увійшли в Україну, щоб витіснити більшовицькі війська, згідно з угодою з Українською Народною Республікою. Окупація: Українська Держава (1918), уряд, встановлений Німеччиною на більшій частині України. |
| Українська революція (1917—1921)      | Французька інтервенція в Одесі та Криму                                             | Третя французька республіка Грецьке королівство Польська Республіка Румунське королівство | 1918–1919 | Провал: Союзники евакуюються |
| Українська революція (1917—1921)      | Друге радянське вторгнення до України                                               | Російська РФСР                                                                            | 1919      | Повномасштабне вторгнення почалося в січні 1919 року. Закінчилося вторгненням Білої армії. |
| Українська революція (1917—1921)      | Білогвардійське вторгнення до України (Київська катастрофа)                         | Південь Росії                                                                             | 1919      | Біла армія захоплює Донбас, Харків, Одесу, Київ. Закінчилося вторгненням Червоної армії. |
| Українська революція (1917—1921)      | Третє радянське вторгнення до України                                               | Російська РФСР                                                                            | 1919–1941 | Червона армія захопила Харків, Київ, Донбас і Одесу (див. Радянська окупація України) |
| Друга світова війна (1939–1945)       | Угорське вторгнення до Карпатської України                                          | Угорське королівство                                                                      | 1939      | Королівство Угорщина напало на Першу Чехословацьку Республіку та анексувало Карпатську Україну. Окупація: Закарпатське губернаторство (1939–1945), автономна область у складі Королівство Угорщина. |
| Друга світова війна (1939–1945)       | Радянське вторгнення до Польщі (Український фронт)                                  | Союз Радянських Соціалістичних Республік                                                  | 1939      | Радянський Союз напав на Польщу у вересні 1939 року, поширившись на Західну Україну. Окупація: Після радянської анексії Східної Галичини та Волині Радянський Союз окупував Західну Україну, поки вона не була окупована Третім Рейхом в листопаді 1941 року. Вони повернули цю землю в 1944 році. |
| Друга світова війна (1939–1945)       | Операція «Барбаросса»                                                               | Третій Рейх Румунське королівство                                                         | 1941      | Нацистська Німеччина напала на Радянський Союз, включаючи Україну, у червні 1941 року за допомогою союзної Румунії. До листопада вони контролювали майже всю територію радянської України, включаючи частину, анексовану в 1939 році. Окупації: - Райхскомісаріат Україна (1941–1944), німецька окупація більшої частини країни. - Трансністрія (1941–1944), румунська окупація Трансністрії. |
| Друга світова війна (1939–1945)       |                                                                                     | Союз Радянських Соціалістичних Республік                                                  | 1944-1991 | Відновлення радянської окупацїі, яка закінчилось відновленням незалежности України в 1991 році. |
| Російсько-українська війна (з 2014)   | Російська окупація Автономної Республіки Криму та Севастополя Російською Федерацією | Росія                                                                                     | 2014      | Протягом лютого-березня 2014 року Російська Федерація вторглася та згодом анексувала Крим, яким тоді керувала Україна як Автономна Республіка Крим, а також взяла під контроль частину села Стрілкове в сусідній Херсонській області. Окупація: Республіка Крим і місто федерального значення Севастополь (з 2014 року по теперішній час), заявлені Російською Федерацією як суб’єкти федерації та вважаються окупацією урядом України (як частина тимчасово окупованих територій України) та ООН. |
| Російсько-українська війна (з 2014)   | Війна на сході України                                                              | Росія                                                                                     | 2014–2022 | Після початку бойових дій у квітні 2014 року російські війська вторглися на Донбас у серпні того ж року. У звіті, опублікованому Королівським інститутом об’єднаних служб у березні 2015 року, говориться, що «присутність великої кількості російських військ на українській суверенній території» стала «постійною рисою» війни після вторгнення, коли регулярні російські та українські війська вступають у прямий протистояння конфлікт під час битви під Іловайськом і, ймовірно, битви за Дебальцеве. Бої низької інтенсивності тривали протягом 2022 року, незважаючи на численні оголошення про припинення вогню. Окупація: Донецька народна республіка та Луганська народна республіка (2014–2022) були сепаратистськими утвореннями на Східній Україні, які підтримувалися Російською Федерацією. |
| Російсько-українська війна (з 2014)   | Російське вторгнення в Україну (2022)                                               | Росія                                                                                     | 2022–досі | Росія почала повномасштабне вторгнення в Україну 24 лютого 2022 року. Окупація: Російська Федерація окупувала понад 25% території України, перш ніж її було відкинуто в слобожанському контрнаступі. Російська Федерація в односторонньому порядку анексувала Донецьку, Херсонську, Луганську та Запорізьку області (з 2022 року по теперішній час). |